# Saint-Geyrac
Saint-Geyrac is een gemeente in het Franse departement Dordogne (regio Nouvelle-Aquitaine) en telt 225 inwoners (2004). De plaats maakt deel uit van het arrondissement Périgueux.

## Geografie
De oppervlakte van Saint-Geyrac bedraagt 17,7 km², de bevolkingsdichtheid is 12,7 inwoners per km².

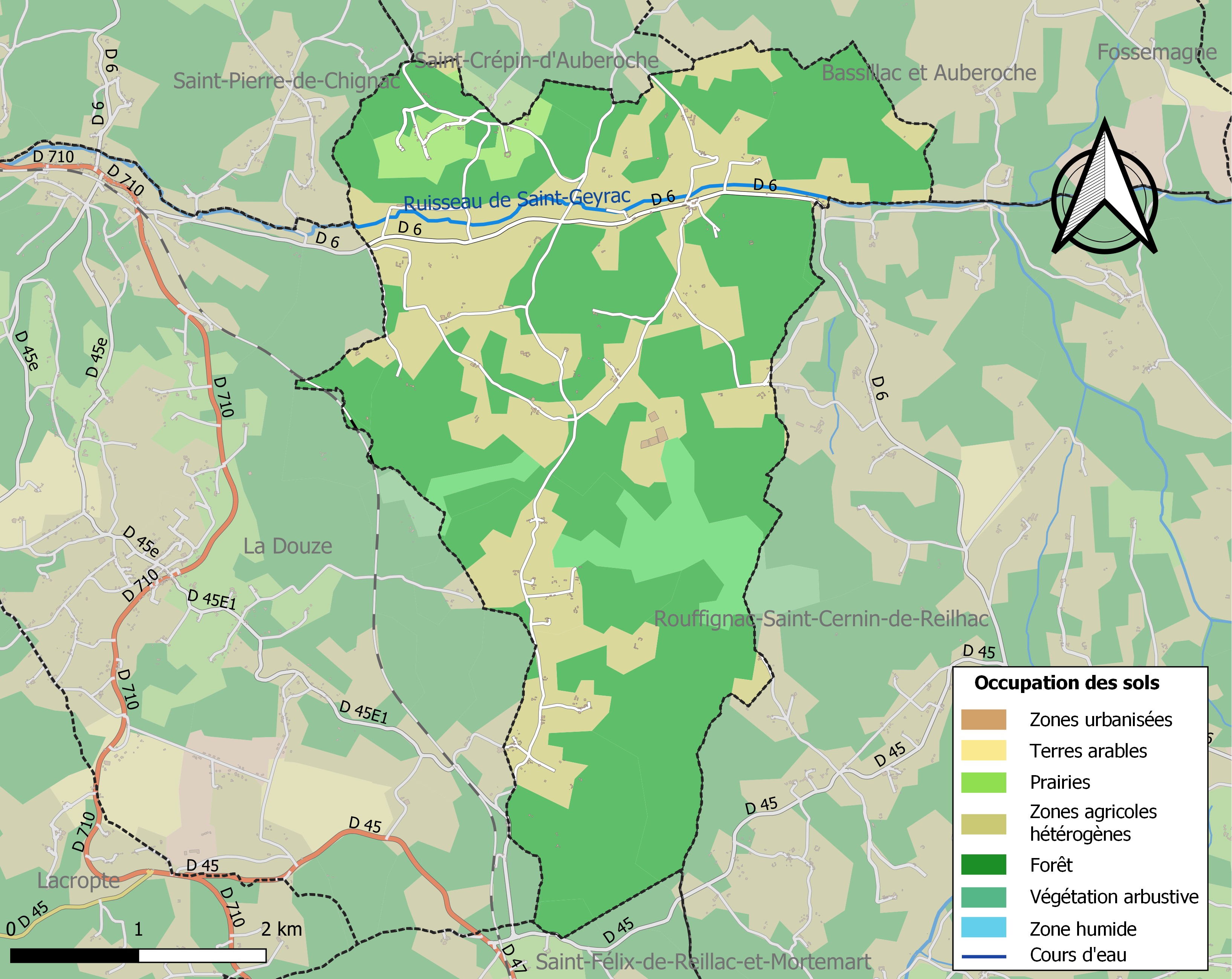
Kaart van de gemeente met de belangrijkste infrastructuur, bodemgebruik en omliggende gemeenten

## Demografie
Onderstaande figuur toont het verloop van het inwonertal (bron: INSEE-tellingen).